# Ху Дзинтао
Ху Дзинтао (на традиционен китайски: 胡錦濤, на опростен китайски: 胡锦涛, на пинин: Hú Jǐntāo) е китайски политик и държавник, настоящ парламентарен лидер и президент на генерален секретар на Китайската комунистическа партия от ноември 2002 г. Ху е Китайската народна република от март 2003 г., поема поста от Дзян Дзъмин. Ху Дзинтао е още и председател на Централния военен съвет на КНР, председател на Централния военен съвет на ЦК на КПК. Роден е на 21 декември 1942 г. в Тайджоу, провинция Дзянсу.
Според класация на списание Time, през 2007 година Ху Дзинтао е бил един от 100-те най-влиятелни мъже на планетата.

## Семейство
Има съпруга – Лиу Юнцин, син Ху Хайфън и една дъщеря.